# Henry Maske
Henry Maske (ur. 6 stycznia 1964 w Treuenbrietzen) – niemiecki bokser.
Największym osiągnięciem w karierze amatorskiej było zdobycie złotego medalu w wadze średniej podczas letnich igrzysk olimpijskich w Seulu w 1988. Maske był też pięciokrotnie mistrzem NRD.
20 marca 1993, po zwycięstwie na punkty z Charlesem Williamsem, zdobył zawodowe mistrzostwo świata federacji IBF w wadze półciężkiej. Obronił swój tytuł dziesięciokrotnie w latach 1993–1996.
Na zawodowym ringu stoczył 31 walk, doznając tylko jednej porażki na zakończenie kariery z Virgilem Hillem. Po 11 latach przerwy powrócił na ring, aby 31 marca 2007 stoczyć rewanżowy pojedynek z Virgilem Hillem, z którym jednogłośnie zwyciężył na punkty.

## Odznaczenia i wyróżnienia
- Krzyż Kawalerski Orderu Zasługi RFN
- Order Zasługi Nadrenii Północnej-Westfalii
- Order Zasługi Brandenburgii
- Honorowy Obywatel Frankfurtu nad Odrą (1995)